# Gerry & The Pacemakers
Gerry & The Pacemakers byla britská hudební skupina, která se proslavila především v 60. letech 20. století, kdy čerpala především z tvorby slavnějších The Beatles a zároveň jim tak konkurovala. Tato skupina, mimo jiné, natočila desku s názvem Ferry Cross The Mersey (řeka, která protéká britským městem Liverpool) a nahrála i snad nejznámější cover verzi fotbalového hitu You'll Never Walk Alone (Nikdy nepůjdeš sám). Tento song je hymnou fotbalového klubu Liverpool FC. Poté si ho zvolily za svou hymnu další fotbalové kluby. Např. Celtic Glasgow, Borrusia Dortmund nebo Borrusia Monchengladbach aj.

## Diskografie

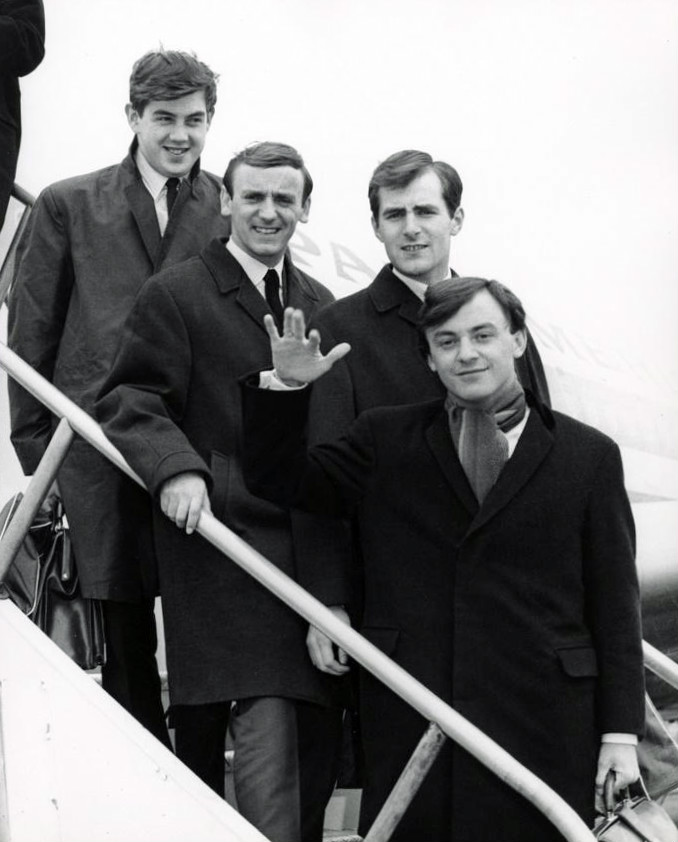
Gerry and the Pacemakers v New Yorku (1964)

### Singly
| Termín vydání                         | A-side                                         | B-side                                                | UK Singles Chart | Billboard Hot 100 |
| ------------------------------------- | ---------------------------------------------- | ----------------------------------------------------- | ---------------- | ----------------- |
| březen 1963 (UK) duben 1963 (US)      | "How Do You Do It?"                            | "Away From You"                                       | 1                | -                 |
| květen 1963 (UK) červen 1963 (US)     | "I Like It"                                    | "It's Happened To Me"                                 | 1                | -                 |
| říjen 1963 (UK) prosinec 1963 (US)    | "You'll Never Walk Alone"                      | "It's Alright"                                        | 1                | -                 |
| leden 1964 (UK) červen 1964 (US)      | "I'm the One"                                  | UK: "You've Got What I Like" US: "It's Alright"       | 2                | 82                |
| duben 1964 (UK) květen 1964 (US)      | "Don't Let the Sun Catch You Crying"           | UK: "Show Me that You Care" US: "Away From You"       | 6                | 4                 |
| červenec 1964                         | "How Do You Do It?" (Reedice)                  | "You'll Never Walk Alone"                             | n/a              | 9                 |
| září 1964                             | "I Like It" (Reedice)                          | "Jambalaya"                                           | n/a              | 17                |
| září 1964 (UK) červen 1965 (US)       | "It's Gonna Be Alright"                        | UK: "It's Just Because" US: "Skinny Minnie"           | 24               | 23                |
| prosinec 1964 (UK) leden 1965 (US)    | "Ferry Cross the Mersey"                       | UK: "You, You, You" US: "Pretend"                     | 8                | 6                 |
| březen 1965                           | "I'll Be There"                                | UK: "Baby You're So Good To Me" US: "You, You, You"   | 15               | 14                |
| září 1965                             | "You'll Never Walk Alone" (Reedice)            | "Away From You"                                       | n/a              | 48                |
| říjen 1965                            | "Give All Your Love to Me"                     | "You're the Reason"                                   | n/a              | 68                |
| listopad 1965 (UK) prosinec 1965 (US) | "Walk Hand in Hand"                            | "Dreams"                                              | 29               | -                 |
| únor 1966 (UK) březen 1966 (US)       | "La La La"                                     | "Without You"                                         | -                | 90                |
| červen 1966 (UK) září 1966 (US)       | "Girl on a Swing"                              | UK: "A Fool to Myself" US: "The Way You Look Tonight" | -                | 28                |
| říjen 1966                            | "The Big Bright Green Pleasure Machine"        | "Looking for My Life"                                 | -                | -                 |
| duben 1970                            | "Don't Let the Sun Catch You Crying" (Reedice) | "Away From You"                                       | -                | -                 |
| duben 1974                            | "Remember (The Days of Rock and Roll)"         | "There's Still Time"                                  | -                | -                 |

### Alba
| Termín vydání | Název                                     | UK Albums Chart | Billboard 200 |
| ------------- | ----------------------------------------- | --------------- | ------------- |
| říjen 1963    | How Do You Like It?                       | 2               | n/a           |
| červenec 1964 | Don't Let the Sun Catch You Crying        | n/a             | 29            |
| listopad 1964 | Gerry and the Pacemakers' Second Album    | n/a             | 129           |
| únor 1965     | Ferry Cross the Mersey †                  | 19              | 13            |
| únor 1965     | I'll Be There!                            | n/a             | 120           |
| květen 1965   | Gerry and the Pacemakers' Greatest Hits   | n/a             | 44            |
| prosinec 1966 | Girl on a Swing                           | n/a             | -             |
| červenec 1979 | The Best of Gerry and the Pacemakers      | n/a             | -             |
| 1981          | Ferry Cross the Mersey (živé album)       | n/a             | -             |
| 1982          | 20 Year Anniversary Album                 | -               | n/a           |
| červen 1984   | The Very Best of Gerry and the Pacemakers | -               | n/a           |

† – Soundtrack, spolu s dalšími umělci